# Better Than Ever
Better Than Ever is een Nederlands televisieprogramma van RTL, waarin Martijn Krabbé en Waylon oud-deelnemers van talentenjachten ontvangen om hun verhaal te delen en te zingen. Het eerste seizoen werd van 1 januari 2022 tot 5 februari 2022 uitgezonden op RTL 4.Het tweede seizoen start op 16 maart 2023. Het vervangt het programma Alles is Muziek dat oorspronkelijk op deze datum zou starten, maar een maand moest worden uitgesteld omdat de einddatum van de opnames van dit programma hier te dicht op zat en er meer tijd nodig was om dit af te ronden.De verhuizing naar de donderdagavond bleek echter niet succesvol te zijn, de kijkcijfers zakten na de eerste aflevering steeds verder naar beneden, naar de vierde aflevering keken nog maar 283.000 mensen, de kijkers wisten het programma kennelijk niet te vinden op de donderdagavond. Ook de schandalen bij The voice of Holland hebben hierin een rol gespeeld, kijkers vonden het niet leuk om oud-kandidaten te horen zeggen dat meedoen aan een talentenjacht voor verdriet en onzekerheid heeft gezorgd, met als gevolg dat steeds meer kijkers afhaakten.

## Format
In het programma ontvangen Martijn Krabbé en Waylon iedere aflevering zeven artiesten die succesvol waren in een talentenjacht, maar waar men nu weinig van hoort. Krabbé praat met de oud-deelnemers over hun ervaringen en hoe hun levens verliepen na afloop van de talentenjacht. De kandidaten bereiden zich vervolgens met hulp van Waylon voor om op te treden met een liveband. Zij mogen hierbij volledig zelf bepalen wat ze zingen. Aan het einde van elke aflevering wordt door de kandidaten zelf gekozen wie de beste is en door mag naar de finale. Eén artiest kan een wildcard van Waylon ontvangen waarmee hij of zij ook naar de finale gaat. De finalisten strijden tegen elkaar voor een bedrag van € 25.000.
Tijdens de finale treden de zes gekozen kandidaten weer op met een zelf gekozen nummer. Ook hier stemmen de kandidaten uit alle afleveringen op de finalisten. De drie met de meeste stemmen zingen een duet met Waylon en mogen in Rotterdam Ahoy optreden bij Waylon's Top 1000 concerten. Na de duetten wordt nogmaals gestemd om de winnaar van de geldprijs te bepalen.
De winnaar van het eerste seizoen was Jim van der Zee.

## Deelnemers
 = winnaar van de aflevering
 = wildcard (uitgekozen door Waylon)

### Seizoen 1
| Aflevering | Deelnemer              | Talentenjacht                               | Nummer                            |
| ---------- | ---------------------- | ------------------------------------------- | --------------------------------- |
| 1          | Jordan Roy             | X Factor / The Voice of Holland             | No matter what                    |
| 1          | Ehsan Naseri           | Popstars: The Rivals                        | Altijd wel iemand                 |
| 1          | Tjindjara Metschendorp | The Voice of Holland                        | Underdog                          |
| 1          | Jared Grant            | The Voice of Holland                        | Who's Loving You                  |
| 1          | Zosja El Rhazi         | Idols                                       | Le Beirut                         |
| 1          | Coosje Smid            | The Voice of Holland                        | Ze Huilt, Maar Ze Lacht           |
| 1          | Rochelle Perts         | X Factor                                    | Teardrops                         |
| 2          | Jill Helena            | The Voice of Holland / All Together Now     | Show Must Go On                   |
| 2          | Martijn Terporten      | Starmaker                                   | Desperado                         |
| 2          | Anja Dalhuizen         | The Voice of Holland                        | Zeg Me Dat Het Niet Zo Is         |
| 2          | Hind Laroussi          | Idols                                       | Falling                           |
| 2          | Jennifer Ewbank        | The Voice of Holland                        | Go Your Own Way                   |
| 2          | Brown Hill             | X Factor                                    | Breng Me Naar Het Water           |
| 2          | Mitchell Brunings      | The Voice of Holland                        | Broken Wings                      |
| 3          | Floortje Smit          | Idols / The Voice of Holland                | Beautiful Goodbye                 |
| 3          | Lenny Keylard          | The Voice of Holland                        | Dance Monkey                      |
| 3          | David Dam              | The Voice of Holland                        | Someone You Loved                 |
| 3          | Tim Suyderhoud         | X Factor                                    | Lost In Japan                     |
| 3          | Melissa Janssen        | The Voice of Holland                        | Piece Of My Heart                 |
| 3          | Robin Zijlstra         | Idols                                       | Margherita                        |
| 3          | Rachel Kramer          | Starmaker / X Factor / The Voice of Holland | Coat Of Many Colors               |
| 4          | Stefan de Roon         | Starmaker                                   | Numb                              |
| 4          | Iris Kroes             | The Voice of Holland                        | Believe                           |
| 4          | Jai Wowor              | X Factor (B-Brave)                          | Pillowtalk                        |
| 4          | Yuli Minguel           | Idols / The Voice of Holland                | Hold On                           |
| 4          | Irma van Pamelen       | Idols                                       | Lost On You                       |
| 4          | Jim van der Zee        | The Voice of Holland                        | Let It Be                         |
| 4          | Leon Sherman           | The Voice of Holland                        | Impossible                        |
| 5          | Dewi Pechler           | Idols                                       | Goodbye Yellow Brick Road         |
| 5          | Kelvin Muïs            | X Factor / The Voice of Holland             | Purple Rain                       |
| 5          | Ivar Vermeulen         | The Voice of Holland                        | They Can't Take That Away from Me |
| 5          | Alice Hoes             | Idols                                       | Holy                              |
| 5          | Chris Hordijk          | The Voice of Holland                        | Wheels                            |
| 5          | Nils Krake             | Popstars: The Rivals / The Voice of Holland | Burning House                     |
| 5          | Esther Nijhove         | The Voice of Holland                        | We Don't Need Another Hero        |
| 6 - Finale | Rochelle Perts         | X Factor                                    | My Love is Your Love              |
| 6 - Finale | Jennifer Ewbank        | The Voice of Holland                        | Soldier On                        |
| 6 - Finale | Melissa Janssen        | The Voice of Holland                        | I'd Rather Go Blind               |
| 6 - Finale | Jim van der Zee        | The Voice of Holland                        | Working Class Hero                |
| 6 - Finale | Kelvin Muïs            | X Factor / The Voice of Holland             | Wishing on a Star                 |
| 6 - Finale | Chris Hordijk          | The Voice of Holland                        | A Whiter Shade of Pale            |

### Seizoen 2
| Aflevering | Deelnemer             | Talentenjacht                         | Nummer                                |
| ---------- | --------------------- | ------------------------------------- | ------------------------------------- |
| 1          | Raffaëla Paton        | Idols / The Voice of Holland          | Hold My Hand                          |
| 1          | Shirley Daisy         | X Factor                              | Wat Is Dan Liefde                     |
| 1          | Li-Ann                | Popstars: The Rivals                  | True Colors                           |
| 1          | Brandon Delagreantiss | The Voice of Holland                  | Knockin' on Heaven's Door             |
| 1          | Vinchenzo             | The Voice Kids / The Voice of Holland | A Song For You                        |
| 2          | Kim de Boer           | The Voice of Holland                  | Sorry                                 |
| 2          | Roy de Valk           | The Voice of Holland                  | Walk                                  |
| 2          | Laise Sanches         | X Factor                              | Hedonism (Just Because You Feel Good) |
| 2          | Richy Orson Brown     | X Factor / The Voice of Holland       | If You Don't Know Me by Now           |
| 2          | Sandra van Nieuwland  | The Voice of Holland                  | Tiny Dancer                           |
| 3          | Bouchra Tjon Pon Fong | Starmaker                             | Superwoman                            |
| 3          | Sjors van der Panne   | The Voice of Holland                  | Dagen dat ik je vergeet               |
| 3          | Marlies Schuitemaker  | Idols                                 | I Want It All                         |
| 3          | Vince Irie            | The Voice of Holland                  | All Star                              |
| 3          | Sharon Kips           | X Factor                              | Omarm                                 |
| 4          | David Goncalves       | Idols / The Voice of Holland          | Make It Rain                          |
| 4          | Esri Elianne          | Popstars: The Rivals                  | Landslide                             |
| 4          | Demi van Wijngaarden  | The Voice Kids / The Voice of Holland | I Put a Spell on You                  |
| 4          | Danjil Tuhumena       | The Voice of Holland                  | Nothing Compares 2 U                  |
| 4          | Pearl Jozefzoon       | The Voice of Holland                  | Over and Over                         |
| 5          | Johannes Rypma        | The Voice of Holland                  | Have You Ever Seen the Rain?          |
| 5          | Anna Speller          | Starmaker                             | Niet Alleen                           |
| 5          | Joan Franka           | The Voice of Holland                  | The Night We Met                      |
| 5          | BadBoyz               | X Factor                              | Memories                              |
| 5          | Julia Zahra           | The Voice of Holland                  | No Woman, No Cry                      |
| 6 - Finale | Pearl Jozefzoon       | The Voice of Holland                  | There You'll Be                       |
| 6 - Finale | Danjil Tuhumena       | The Voice of Holland                  | Two Princes                           |
| 6 - Finale | Bouchra Tjon Pon Fong | Starmaker                             | Unholy                                |
| 6 - Finale | Julia Zahra           | The Voice of Holland                  | Home Again                            |
| 6 - Finale | Vinchenzo             | The Voice Kids / The Voice of Holland | Man in the Mirror                     |
| 6 - Finale | Anna Speller          | Starmaker                             | Als Je Voor Me Staat                  |
| 6 - Finale | Kim de Boer           | The Voice of Holland                  | Licence to Kill                       |
| 6 - Finale | Waylon & Julia Zahra  | The Voice of Holland                  | Killing Me Softly                     |
| 6 - Finale | Waylon & Vinchenzo    | The Voice Kids / The Voice of Holland | How Come, How Long                    |

## Kijkcijfers
| Nr         | Uitzenddatum    | Kijkcijfers |
| ---------- | --------------- | ----------- |
| 1          | 1 januari 2022  | 1.137.000   |
| 2          | 8 januari 2022  | 1.012.000   |
| 3          | 15 januari 2022 | 775.000     |
| 4          | 22 januari 2022 | 926.000     |
| 5          | 29 januari 2022 | 681.000     |
| 6 (Finale) | 5 februari 2022 | 705.000     |

| Nr         | Uitzenddatum  | Kijkcijfers |
| ---------- | ------------- | ----------- |
| 1          | 16 maart 2023 | 736.000     |
| 2          | 23 maart 2023 | 596.000     |
| 3          | 30 maart 2023 | 480.000     |
| 4          | 6 april 2023  | 283.000     |
| 5          | 13 april 2023 | 525.000     |
| 6 (Finale) | 20 april 2023 | 574.000     |